# راي وليامز (لاعب اتحاد الرغبي)
راي وليامز (بالإنجليزية: Raymond Williams)‏ هو لاعب اتحاد الرغبي نيوزيلندي، ولد في 25 أبريل 1909 في نيبيار في نيوزيلندا، وتوفي في 8 أكتوبر 2001 في هراري في زيمبابوي.